# Zamora Fútbol Club
Pour les articles homonymes, voir Zamora (homonymie).
Maillots
Dernière mise à jour : 11 avril 2025.
Le Zamora Fútbol Club est un club vénézuélien de football basé à Barinas.

## Histoire
Le club est fondé en février 1977 à Barinas, au départ le club évolue dans les divisions inférieures. En 2006, le club termine à la deuxième place de la deuxième division et est promu en première division. Sa première saison dans l'élite se conclut par une quatrième place qualificative pour la Copa Sudamericana. La campagne continentale s'achève dès le premier tour et lors de la saison 2007-2008, le club termine à la septième place à une place d'une nouvelle qualification continentale.
La saison suivante (2008-2009), le Zamora FC termine à la troisième place dans le classement cumulé et fait son retour en Copa Sudamericana mais de nouveau le club ne franchit pas le premier tour.
En fin de saison 2010-2011, Zamora atteint la finale du championnat, mais laisse le titre au Deportivo Táchira. Il faudra attendre 2012-2013 pour remporter le premier titre de champion, puis le club défendra son titre en 2014.

## Palmarès
- Championnat du Venezuela (5)
  - Vainqueur en 2013, 2014, 2015, 2016 et 2018

- Coupe du Venezuela (1)
  - Vainqueur en 2019
  - Finaliste en 2010 et 2017